# Місеслав
Місеслав, Міслав або Мічеслав (Miselav, Mislav, Micislav) — перший відомий князь (бан, воєвода) Мунтенії (Волощини), що правив близько 1241 року. Був господарем земель у верхів'ях Олту, під час найбільшого вторгнення монголо-татар у Центральну Європу.
Згадки про його особу зустрічаються у слов'янській і перській хроніках. Його сучасником був «цезар болгар і ромеїв»Іван Асен II. Згідно з венеціанськими хроніками, в той же час був воєвода Аргеша на ім'я Михайло. Деякі історики ототожнюють його з Міхаєм, предком Литового, який, згідно з деякими венеціанськими хроніками, мав би те саме ім'я Міхай. Здається, його наступником у 1247 році став Сенеслав, хоча Неагу Джувара та Констатін К. Джуреску вважають їх однією і тією особою.

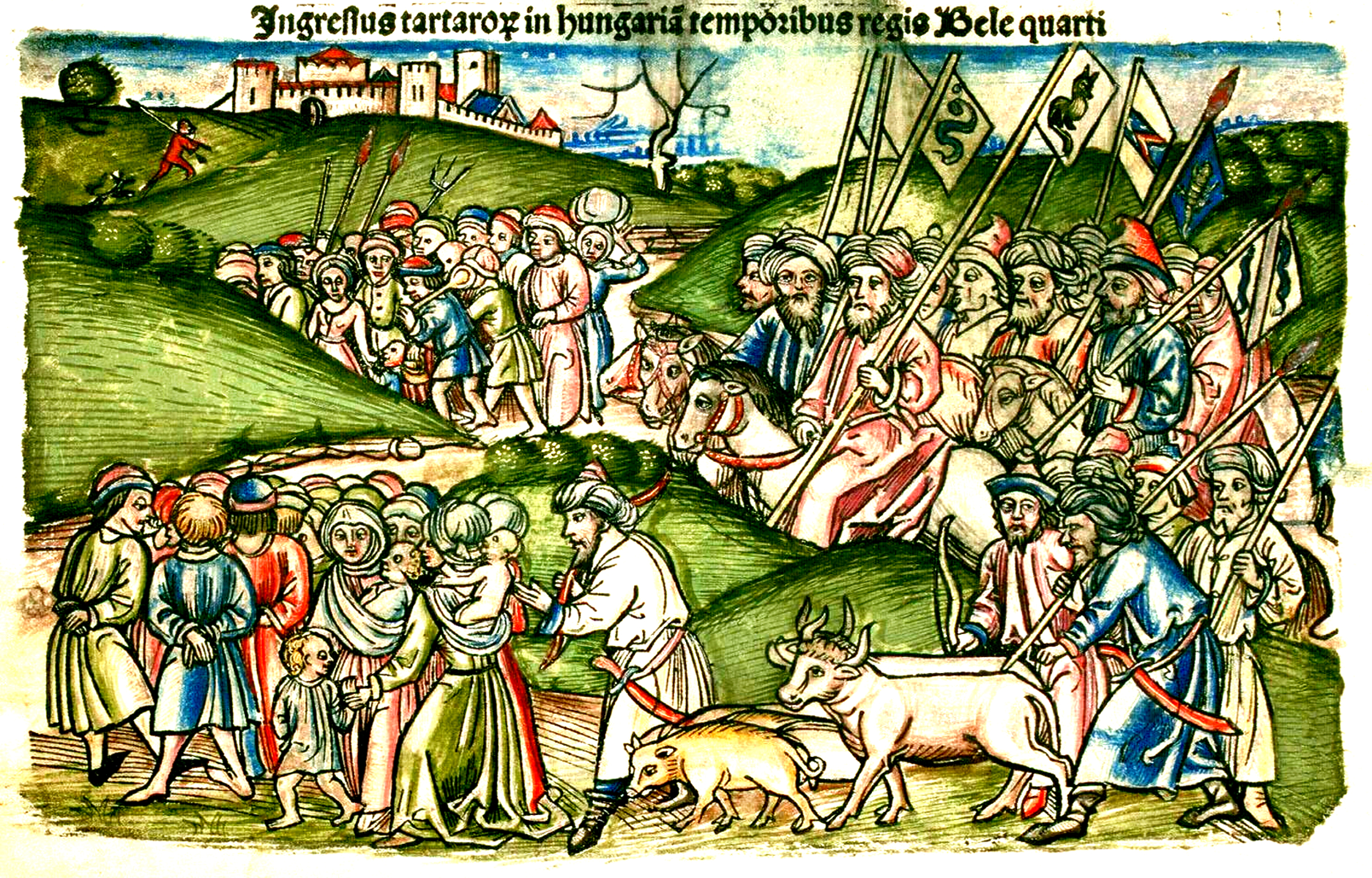
Монгольська навала на Придунавські землі

У Перській хроніці «Джамі ат-Тауаріх» Рашида ад-Діна сказано: «У середині весни (1240 р.) хани перетнули гори (…), щоб увійти в землю булгарів і башгірдів. Орда, що рушила праворуч, проходячи через землю Ілаут, зустріла (? Безерен-бана) військо і побила його. Кардан і Бурі пішли проти сасанідів і тричі побили їх. І, далі, Бугек перетинає гори Сасан, щоб увійти в Кара-Улаг (ймовірно, Волощина), розгромив народи Кара-Улага (ймовірно, волохів), перетинає гори та вступає в країну Міслава, де переміг його, який очікував ворога».
Навколо імені князя, яке в різних літописах пишеться по-різному, точаться суперечки, але в усіх випадках, безумовно, воно має слов'янське походження.
У праці «Історія румунів» Олександру Д. Ксенополь вважає, що Безерен-бан є Басараб бан, предком династії Басарабів.
Його наступниками були князь Сенеслав та князь Літовий, згаданий у документі 1247 року як правитель тієї самої землі.